# Sitz Eitting
Der abgegangene Sitz Eitting lag im gleichnamigen Gemeindeteil der Gemeinde Dietersburg im Niederbayerischen Landkreis Rottal-Inn von Bayern.

## Geschichte
1494 bis 1505 ist als Besitzer auf Eitting ein Sigmund Hernitzer nachgewiesen. 1510 wird Achaz Albertsheimer hier genannt. Im Besitz dieser Familie bleibt Eitting bis 1542; zu erwähnen sind: Wolf Albertsheimer (1514), Wolfgang Albertsheimer (1522–1527), Achaz Albertsheimer (1533) und Hans Albertsheimer (1542). Wie der Sitz in das Eigentum der Familie der Offenheimer übergegangen ist, ist nicht bekannt; diese sind aber ab 1549 hier sowie in Burg Guteneck, Dummeldorf und Obergrasensee ansässig, genannt werden Caspar Offenheimer (1549), Eustachius Offenheimer (1560, 1597), Georg Offenheimer (1609), die Witwe des Georg (1616) sowie Georg Offenheimers Erben (1638).
Ab 1640 sind die von Siegershofen im Besitz von Eitting, wobei nichts über die Art und Weise des Übergangs bekannt ist. Maximilian von Siegersdorf, kurfürstlicher Vorschneider und Hauptmann in München, wird in diesem Jahr ermahnt, da er keinen Bericht an das Landgericht geschickt hatte. Aus einem Berichts des Pflegers vom 20. Dezember 1672 sind weitere Hofmarksveränderungen bekannt. Das Landgütl Eitting ist damals von Johann Adolph Lösch zu Hilgertshausen an Dominicus Khray, Kämmerer zu Eggenfelden übergegangen. 1680 (bis mindestens 1696) war Eitting samt der Niedergerichtsbarkeit in Händen der Maria Franziska Freifrau von Lerchenfeld. Dann sind erst wieder um 1780 Angaben zu Eitting vorhanden.
1780 ist Graf Johann Nepomuk Goder, Graf von Kriestorf, als Inhaber der Hofmarken Eitting, Postmünster,  Brombach,  Afterhausen und Hofstetten genannt. Nach seinem Tod († 1. März 1789) ist Eitting an seine Witwe Maria Anna Violanda Reichsfreifrau von Dachsberg, geborenen Gräfin von Goder, gekommen. Nach deren Tod († 9. August 1792) wurde ihr Erbe zwischen ihren beiden Töchtern aufgeteilt: Maria Anna Freifrau von Herold und Maria Josepha Reichsgräfin von Lamberg erhielten communiter Brombach, Postmünster und Afterhausen, der Sitz Eitting wurde an Walburga Reichsgräfin von Lamberg verkauft; noch 1802 war der Sitz in ihren Händen. 1820 ging Eitting an die Freifrau von Venningen, die bereits im Besitz von Postmünster, Thurnstein, Brombach und Hofstetten war, über. Als Patrimonialgericht II. Klasse bestand Eitting bis 1848.
1597 wird von Eitting gesagt, dass es nur ein klein Hofmärchl ohne Herrenhaus oder Sitz sei; Eitting wurde als einschichtiges Gut als Pertinenz zu Schloss und Hofmark Guteneck und Dummeldorf angesehen.
Die Albertsheimer haben für Eitting eine Heiligblutreliquie erworben und für diese die Kapelle Filial- und Wallfahrtskirche Hl. Blut erbaut. In einem Bericht von 1558 wird vom Heiligtum „zum heyligen Pluet zu Eitting“ und in der Matrikel von 1643 „capella ad Sanguinem Christi“ gesprochen. Anstelle des älteren Baues wurde die jetzige Heiligblutkapelle 1729 von Adam Schreypaur aus Pfarrkirchen erbaut, die heute noch vorhanden ist. Der einschiffige dreijochige Raum besitzt ein Tonnengewölbe auf kannelierten Pfeilern. Hier ist ein barocker Viersäulenaltar aus der 2. Hälfte des 17. Jahrhunderts  mit der spätgotischen Christusfigur als Schmerzensmann aus der Zeit um 1520 vorhanden, dessen Blutstrahlen vier Engel in Kelchen auffangen. Darüber befindet sich eine Darstellung der Krönung Mariens. Des Weiteren sind noch acht Votivtafeln erhalten.